# Sabicea marojejyensis
Sabicea marojejyensis là một loài thực vật có hoa trong họ Thiến thảo. Loài này được Razaf. & J.S.Mill. miêu tả khoa học đầu tiên năm 1999.